# Bulldog Drummond's Third Round
Bulldog Drummond's Third Round (conosciuto anche solo come The Third Round) è un film muto del 1925 diretto da Sidney Morgan.
La sceneggiatura firmata dallo stesso regista si basa su The Third Round, un romanzo di Sapper, terzo di una serie che aveva come protagonista il personaggio di Bulldog Drummond.

## Produzione
Il film fu prodotto dall'Astra-National nello stesso anno in cui fu pubblicato anche The Third Round, il romanzo di Sapper.

### Il personaggio
Il personaggio di Bulldog Drummond è il protagonista di una serie di romanzi pubblicati in Gran Bretagna dal 1920 al 1954. Creato da Sapper, pseudonimo di Herman Cyril McNeile (1888–1937), Bulldog Drummond - un ex ufficiale britannico che dopo la prima guerra mondiale diventa detective - è stato portato numerose volte sullo schermo, interpretato, tra gli altri, da Ronald Colman, Ralph Richardson, Ray Milland e Walter Pidgeon.

## Distribuzione
Distribuito dalla Charles Urban Trading Company, il film uscì nelle sale britanniche nel novembre 1925. Copia della pellicola è ancora esistente.